# 短尾阿爾蜥燈魚
短尾阿爾蜥燈魚為輻鰭魚綱仙女魚目青眼魚亞目崖蜥魚科的一種，分布於印度洋及太平洋熱帶海域，屬深海底棲性魚類，深度0-3000公尺，體長可達21公分，棲息在底層水域，以橈腳類等浮游生物為食，雌雄同體，生活習性不明。